# Пасифик 231
Пасифик 231 (Pacific 231), или Симфоническое движение № 1 (Mouvement symphonique n° 1, H. 53) — оркестровая пьеса французского композитора Артюра Онеггера, написанная в 1923 году. Является одним из наиболее известных сочинений авангардистской академической музыки XX века, представляющей урбанистическое искусство. По словам музыковеда Г. М. Шнеерсона, «этой пьесе суждено было стать знаменем музыкального конструктивизма». Позднее композитор создал ещё два произведения с тем же подзаголовком — «симфоническое движение»: в 1928 году «Регби» (№ 2) и в 1933 году «Симфоническое движение № 3» (не имеющее авторского программного названия), которые составляют трёхчастный цикл.

## История создания

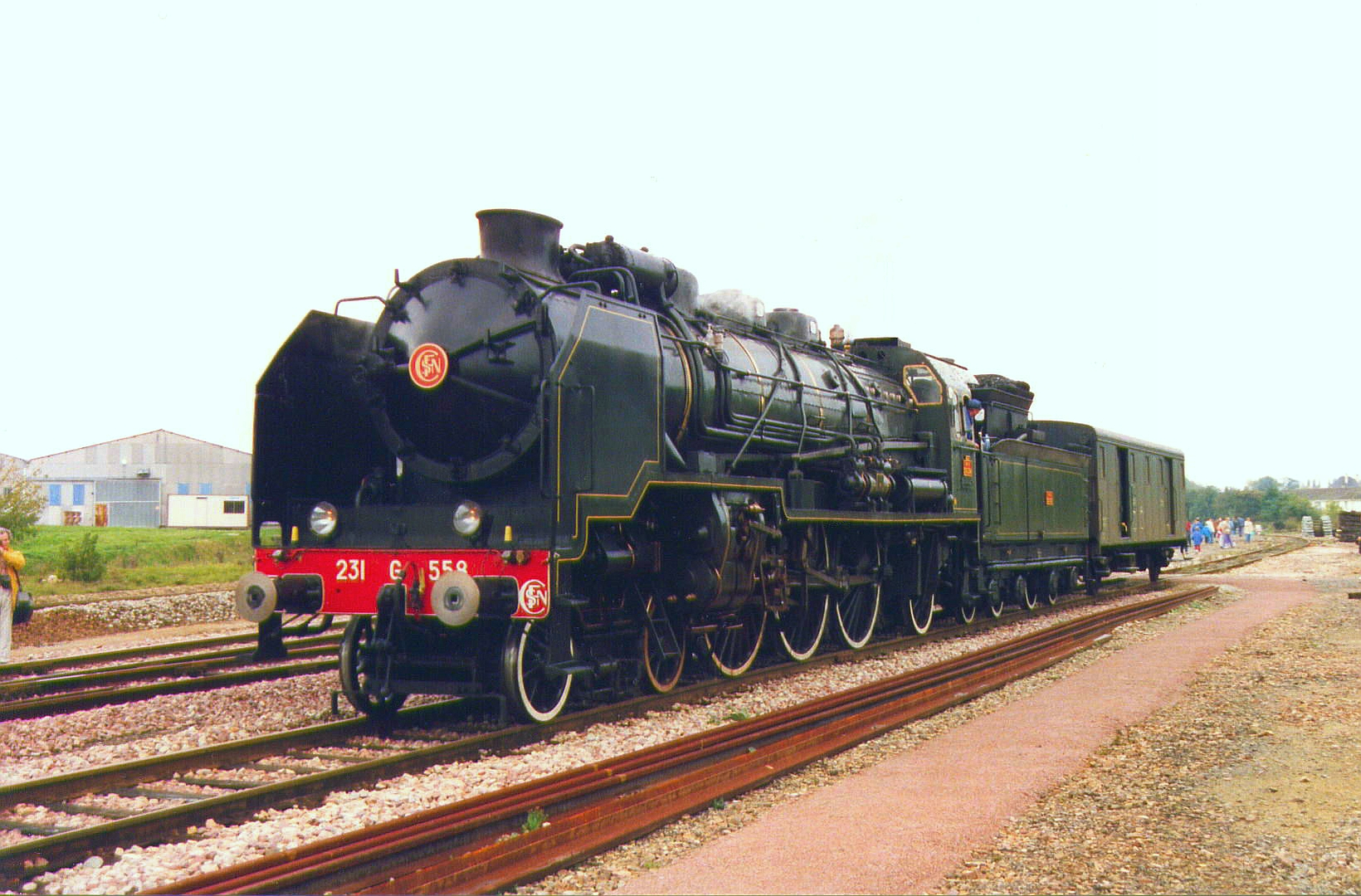
Паровоз Pacific 231G 558

Пьеса названа в честь паровоза Pacific 231G 558, самого нового и мощного, обладавшего исключительными для своего времени ходовыми качествами и развивавшего рекордную для тех времён скорость — 120 км/час. Цифры 2, 3 и 1 в названии произведения представляют собой французский метод записи соответствующей осевой формулы (типа) паровоза, которая описывает число бегунковых, движущих и поддерживающих осей в экипаже (количество колёсных пар, составляющих его ходовую часть).
В 1923 году, будучи членом «Шестёрки», содружества молодых французских музыкантов, ищущих новые музыкальные пути, Онеггер решил воплотить в звуках ярко урбанистический образ — мощного паровоза, с силой рассекающего пространство. Пристрастие к техницизму было для членов «Шестёрки» общим, в их эстетике того периода отразились художественные искания, связанные с влиянием технического прогресса на повседневную жизнь человека и с городской жизнью общества. Не случайно Д. Мийо, например, создаёт вокальную сюиту с эпатирующим названием «Сельскохозяйственные машины» (1919) на тексты каталога.
Ещё до французского содружества композиторов первыми о желании «выразить музыкальную душу толп, больших промышленных складов, поездов, крейсеров, авто и аэро», восхвалить «Машину и триумф Электричества» («Манифест музыкантов-футуристов», 1912) заговорили итальянские композиторы Балилла Прателла и Луиджи Руссоло. Для их воспроизведения были изготовлены специальные шумовые инструменты самых разнообразных сортов и видов. Немалую роль всевозможные механические шумы играли в партитуре балета «Парад» (1917) композитора Э. Сати.
Как и для его друзей, для Онеггера определяющими тенденциями в творческих исканиях двадцатых годов становятся урбанизм, конструктивизм и джаз. Онеггер с детства любил машины, особенно паровозы. Он собирал коллекцию фотографий локомотивов всех типов; отправляясь в поездку по железной дороге, он обязательно совершал прогулку по перрону к паровозу, который должен был вести состав. В интервью по случаю парижской премьеры Онеггер рассказывал:
Я всегда любил локомотивы; для меня они живые существа, и я их люблю, как другие любят женщин или лошадей.
В „Пасифике“ я не хотел подражать шумам локомотива, а стремился передать музыкальными средствами зрительные впечатления и физическое наслаждение быстрым движением. Сочинение начинается спокойным созерцанием: ровное дыхание машины в состоянии покоя, усиление запуска, постепенное нарастание скорости, и, наконец, — состояние, которым проникнут поезд в 300 тонн, летящий глубокой ночью со скоростью 120 километров в час.

Прообразом я выбрал локомотив типа „Пасифик-231“ для тяжеловесного состава большой скорости.
Первоначально он, по собственным словам, «руководствовался весьма отвлеченным замыслом вызвать впечатление такого ускорения движения, которое казалось бы сделанным с математической точностью, в то время как его темп постепенно замедлялся» и «хотел только поэкспериментировать». Лишь после окончания пьесы, первоначально названной «Симфоническое движение», ему пришла в голову мысль назвать её «Пасифик 231».

## Музыкальные особенности
В отличие от представителей футуристической «машинной музыки», натуралистически воспроизводившей звуки механизмов, партитура пьесы написана для обычного симфонического оркестра. Состав оркестра: 2 флейты, флейта-пикколо, 2 гобоя, английский рожок, 2 кларнета, бас-кларнет, 2 фагота, контрафагот, 4 валторны, 3 трубы, 3 тромбона, туба, цилиндрический барабан, тарелки, большой барабан, тамтам, струнные. В ответ на замечания критиков, отмечавших мастерство оркестровой имитации шумов работающего паровоза, Онеггер писал: «То, что я искал в „Пасифике“, — это не подражание шуму локомотива, а передача через музыкальную конструкцию зрительного впечатления и физического наслаждения [движением]».
В музыкальной поэме всё же большую роль играют звукоизобразительные, подражательные натуралистические приемы, воплощающие стук колёс, движение поршней и механизмов машины, свист воздуха и т. п. Движение постепенно ускоряется за счёт всё большего укорочения длительностей, господствуют непрерывный чёткий ритм, жесткие гармонические созвучия. После кульминации звучит постепенное торможение, которое осуществляется в обратном порядке. Важную роль в драматургическом развитии симфонического движения занимает остинатность, которая служит объединительным фактором, поглощающим интонационное разнообразие и мотивное развитие пьесы, а регулярная ритмика, посредством которой осуществляется становление остинатной драматургии, придаёт пьесе монолитности.
Форму произведения обычно определяют как вариантно-вариационную, однако исследователь творчества композитора С. Павчинский считает, что правильнее видеть в ней сложную трёхчастность с контрастной средней и динамизированной репризой, с элементами вариационности при экспозиционном изложении: «Урбанистическая программа сочинения воплощена в трёхчастность, связанную с романтическими традициями: экспозиция — основной образ сначала в состоянии покоя, а далее — рост энергии; середина — антитеза, противопоставление лирической мечты. Реприза — синтез: длительная динамическая волна — „прокладывание пути к поставленной цели“ — завершается кульминацией, придающей образам энергии и силы лирический пафос».

## Исполнение и восприятие
«Пасифик 231», посвящённый дирижеру Эрнесту Ансерме, с успехом был впервые исполнен 8 мая 1924 года в Париже под управлением Сергея Кусевицкого и вызвал острую полемику в критике. Композитора объявляли «механиком в музыке», рисовали карикатуры, в том числе — в спецовке машиниста с маслёнкой в руке. С. С. Прокофьев 8 мая записал в своём дневнике: «„Pacific“ шёл до моего Концерта и имел шумный успех: одни требовали повторения, другие шикали: Онеггер, после Царя Давида, модный композитор и публика его приемлет. Год назад „Пасифик“ бы освистали. Или я не замечаю, или музыкального материала в нём нет, но есть масса изобретательности в оркестровке и звукописи. Этот „паровоз“ теперь со свистом объедет весь мир, переехав через шею многих композиторов, но когда другие композиторы используют его открытия и применят их к настоящей музыке, то паровоз будет сдан на слом. Не может быть, что я не замечаю в нём музыкального материала». 9 мая Прокофьев записал в дневнике: «Думал о „Pacific“ хороший урок: надо подтягиваться и в оркестровке, и в изобретательности!». Позже Прокофьев писал в письме Николаю Мясковскому, что в «Pacific 231» А. Онеггер изображает «бег канадийского транспасифического паровоза, но не столько механическую сторону бега, сколько аллегорию его устремлённости».

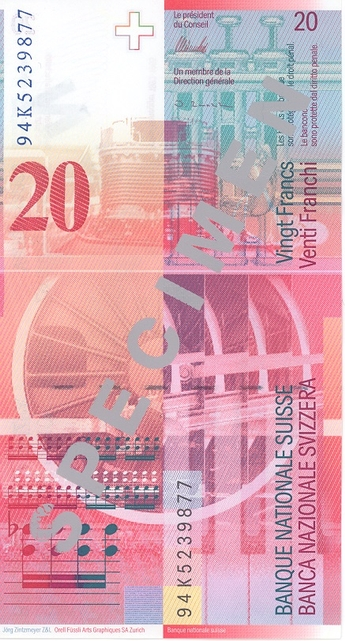
Банкнота 20 швейцарских франков (Онеггер) образца 1995 года. Реверс посвящён его пьесе «Пасифик 231»

Д. Мийо, указывая на успех у публики этой пьесы, писал в статье «Французская музыка после Первой мировой войны»: «Свидетельством этого служит триумф „Царя Давида“ в Париже, в провинции, за границей. И я не думаю, что есть ещё какой-нибудь локомотив, который мог бы так же быстро совершить кругосветное путешествие, как это сделал „Pacific 231“».
В СССР «Пасифик 231» прозвучал впервые в Ленинграде — 17 февраля, а в Москве — 28 февраля 1926 года под управлением П. Монтё. В течение нескольких лет «Пасифик» обошёл все симфонические эстрады мира, утвердив славу Онеггера как яркого выразителя новых тенденций в искусстве XX века.